# Dark Matter (série télévisée, 2024)
Pour les articles homonymes, voir Dark matter.
Dark Matter est une série télévisée américaine de science-fiction créée par Blake Crouch, basée sur son roman éponyme de 2016. Elle est diffusée depuis le 8 mai 2024 sur Apple TV+.

## Synopsis
Un physicien de Chicago est plongé dans une version alternative de sa vie et combat pour revenir à sa vie originelle afin d'empêcher la version alternative de lui-même de nuire à sa famille.

## Distribution

### Principaux
- Joel Edgerton (VF : Boris Rehlinger) : Jason Dessen
- Jennifer Connelly (VF : Odile Cohen) : Daniela Dessen
- Alice Braga (VF : Stéphanie Hédin) : Amanda Lucas
- Jimmi Simpson (VF : Sébastien Desjours) : Ryan
- Oakes Fegley (VF : Jean-Stan Du Pac) : Charlie Dessen
- Dayo Okeniyi (VF : Baptiste Marc) : Leighton Vance

### Invités
- Amanda Brugel (VF : Géraldine Asselin) : Blair Caplan

 Source et légende : version française (VF) sur RS Doublage

## Épisodes
| No | Titre original              | Titre français               | Réalisation               | Scénario                          | Première diffusion |
| -- | --------------------------- | ---------------------------- | ------------------------- | --------------------------------- | ------------------ |
| 1  | Are You Happy in Your Life? | Es-tu heureux, dans la vie ? | Jakob Verbruggen          | Blake Crouch                      | 8 mai 2024         |
| 2  | Trip of a Lifetime          | Le voyage d'une vie          | Jakob Verbruggen          | Blake Crouch                      | 8 mai 2024         |
| 3  | The Box                     | La boîte                     | Jakob Verbruggen          | Blake Crouch                      | 15 mai 2024        |
| 4  | The Corridor                | Le couloir                   | Logan George, Celine Held | Blake Crouch                      | 22 mai 2024        |
| 5  | Dark Velocity               | Sans monde                   | Logan George, Celine Held | Megan McDonnell                   | 29 mai 2024        |
| 6  | Fucking Married People      | Superposition                | Roxann Dawson             | Megan McDonnell                   | 5 juin 2024        |
| 7  | In the Fires of Dead Stars  | Le feu d'étoiles mortes      | Roxann Dawson             | Blake Crouch, Jacquelyn Ben-Zekry | 12 juin 2024       |
| 8  | Jupiter                     | Jupiter                      | Alik Sakharov             | Ihuoma Ofordire, Megan McDonnell  | 19 juin 2024       |
| 9  | Entanglement                | Intrication                  | Alik Sakharov             | Blake Crouch, Jacquelyn Ben-Zekry | 26 juin 2024       |